# Conmutatividad

Ejemplo que muestra la conmutatividad de la suma: 3 + 2 = 2 + 3=5

En matemáticas, la propiedad conmutativa o conmutatividad es una propiedad fundamental que tienen algunas operaciones según la cual el resultado de operar dos elementos no depende del orden en el que se toman. Esto se cumple en la adición y la multiplicación ordinarias: el orden de los sumandos no altera la suma, o el orden de los factores no altera el producto. 
La conmutatividad de las operaciones elementales de sumar y multiplicar ya era conocida implícitamente desde la Antigüedad, aunque no fue llamada así hasta principios del siglo XIX, época en que las matemáticas contemporáneas empezaban a formalizarse. Las sucesivas ampliaciones del concepto de número (números naturales, números enteros, números racionales, números reales) ampliaron el alcance de las operaciones de sumar y multiplicar, pero en todas ellas se preserva la conmutatividad. Esta propiedad también se satisface en muchas otras operaciones, como la suma de vectores, polinomios, matrices, funciones reales, etc., o el producto de polinomios o de funciones reales.
En contraposición a la adición y la multiplicación de números, la sustracción y la división no son operaciones conmutativas. Entre las operaciones no conmutativas cabe destacar también la composición de funciones, el producto de matrices y el producto vectorial.
A pesar de ser una propiedad aplicada básicamente a las operaciones matemáticas, la conmutatividad o la no conmutatividad son relevantes en otros campos cercanos como la lógica proposicional y algunas operaciones de teoría de conjuntos, y en algunas aplicaciones físicas tales como el principio de incertidumbre de la mecánica cuántica. Fuera del ámbito científico, también se pueden encontrar ejemplos en la vida cotidiana, ya que la ejecución consecutiva de dos acciones puede tener un resultado diferente según el orden en que se ejecuten.

## Definición
De hecho, la conmutatividad es un caso particular del concepto de función simétrica. En efecto, una operación binaria en M no es más que una aplicación μ: M × M {\displaystyle \rightarrow } M, y afirmar que esta es simétrica, μ(x,y) = μ(y,x), es exactamente lo mismo que lo que requiere la propiedad conmutativa.
Dada una operación binaria {\displaystyle \star } un conjunto M, se dice que dos elementos x, y de M conmutan (o que son permutables) cuando se cumple que x{\displaystyle \star }y = y{\displaystyle \star }x. Así pues, una operación es conmutativa cuando dos elementos cualesquiera conmutan.

## Ejemplos básicos: adición y multiplicación de números
La importancia fundamental de la propiedad conmutativa radica en el hecho de que la adición y la multiplicación de números naturales Por ejemplo:
{\displaystyle 2+3=5=3+2}
{\displaystyle 2\cdot 3=6=3\cdot 2}
Expresado de manera general: para cualquier x, y de N:
{\displaystyle x+y=y+x}
{\displaystyle x\cdot y=y\cdot x}
La ampliación del sistema de los números naturales a otros sistemas numéricos: números enteros ({\displaystyle \mathbb {Z} }), números racionales ({\displaystyle \mathbb {Q} }), números reales ({\displaystyle \mathbb {R} }), y números complejos ({\displaystyle \mathbb {C} }), se hace extendiéndose las operaciones de adición y multiplicación, y de manera que estas siguen siendo conmutativas. Por ejemplo:
{\displaystyle {\cfrac {1}{2}}+{\cfrac {1}{3}}=26{\cfrac {1}{3}}+{\cfrac {1}{2}}}
Esto no quiere decir que cualquier ampliación de un sistema numérico necesariamente vaya a respetar las propiedades previas. El ejemplo más importante de este hecho viene dado por el cuerpo de los cuaterniones H, que, al igual que el de los números complejos, también es una extensión del cuerpo de los números reales, pero con tres unidades imaginarias i, j, k en lugar de una. La multiplicación de H no es conmutativa, ya que por ejemplo i·j = k, es diferente de j·i = -k.
En contraste con las operaciones de adición y multiplicación, las operaciones que las permiten invertir, sustracción y división, son claramente no conmutativas. Basta poner un par de ejemplos:
- La substracción no es conmutativa, ya que 1-2 {\displaystyle \neq } 2-1.
- La división no es conmutativa, ya que 1/2 {\displaystyle \neq } 2/1.

Nótese que para poder efectuar estos cálculos hay que trabajar en el sistema numérico apropiado: Z para poder restar, y Q para poder dividir por un número diferente de  0

## Propiedades
Es importante destacar que para sacar provecho de la conmutatividad de una operación es necesario que ésta sea asociativa, ya que en este caso la composición de n elementos x1, …, xn se puede representar (sin paréntesis) como x1{\displaystyle \star }…{\displaystyle \star }xn. Por ejemplo
- (Teorema de conmutatividad) Si una operación es asociativa y conmutativa entonces la composición de n elementos se puede calcular en

para cualquier permutación (y 1,..., y n) de los índices (1,..., n ).
Si una operación {\displaystyle \star } asociativa y dos elementos x, y conmutan, entonces también conmutan sus «potencias»: {\displaystyle (\star ^{m}x)\star (\star ^{n}y)=(\star ^{n}y)\star (\star ^{m}x)}, para cualquier m y n números naturales no nulos. En particular, todas las «potencias» {\displaystyle \star ^{n}x} (n> 0) conmutan entre ellas.
- Sea {\displaystyle \star } operación asociativa en M. Si x conmuta con y y con z, entonces también conmuta con y{\displaystyle \star }z

### Centro
Dado un conjunto M con una operación interna, el centro de M es el subconjunto formado por los elementos que conmutan con todos los demás; a veces se representa por Z(M). Afirmar que la operación es conmutativa significa que el centro de M es todo M.
Como consecuencia de la última de las propiedades anteriores, si la operación es asociativa entonces el centro de M es una parte estable para la operación (es decir, si dos elementos x, y pertenecen al centro entonces x {\displaystyle \star } también pertenece.)

## Estructuras algebraicas y conmutatividad
Una estructura algebraica viene dada por uno o varios conjuntos dotados de operaciones binarias u operaciones externas. En la definición de cada tipo de estructura algebraica impone que estas operaciones cumplan ciertas propiedades, entre las que puede estar la propiedad conmutativa. Cuando en alguna de estas operaciones no se impone que satisfaga la propiedad conmutativa pero sin embargo la satisface, entonces se añade el adjetivo conmutativo el nombre de la estructura en cuestión.
- Un magma es un conjunto dotado de una operación binaria. Cuando esta es conmutativa se llama magma conmutativo.
- Un monoide es un conjunto dotado de una operación asociativa con elemento neutro. Si también es conmutativa, se dice monoide conmutativo. Por ejemplo, (N,+) y (N,·) son monoides conmutativos.
- Un grupo es un conjunto dotado de una operación asociativa, con elemento neutro, y donde todo elemento es simetritzable. Si la operación es conmutativa se llama grupo conmutativo o grupo abeliano. Por ejemplo, (Z,+) es un grupo conmutativo.
- Un anillo es un conjunto A dotado de dos operaciones binarias, habitualmente denotadas con notación aditiva (+) y notación multiplicativa (·). Respecto a la primera, (A,+) es un grupo conmutativo. Respecto a la segunda, (A,·) es un monoide. Además, la segunda debe ser distributiva respecto a la primera. Cuando la multiplicación es conmutativa, se llama anillo conmutativo. Por ejemplo, (Z,+, ·) es un anillo conmutativo.
- Un cuerpo es un anillo donde 0≠1 y todo elemento no nulo es invertible. Un cuerpo se llama cuerpo conmutativo cuando la multiplicación es conmutativa. Por ejemplo, con la suma y producto habituales, Q, R y C son cuerpos conmutativos, mientras que el cuerpo de los cuaterniones H es un cuerpo no conmutativo. (Nótese, sin embargo, que algunos autores prefieren requerir la conmutatividad del producto dentro de la definición de cuerpo, en cuyo contexto los cuerpos no conmutativos son llamados anillos de división.)
- Un espacio vectorial sobre un cuerpo K es un conjunto E dotado de una adddició respecto a la que (E,+) es un grupo conmutativo, y de una operación externa que permite multiplicar elementos de E (vectores) para elementos de K (escalares). Si en lugar de un cuerpo se considera un anillo la estructura resultante se llama módulo.
- Dado un cuerpo conmutativo K (o, más generalmente, un anillo conmutativo), una K-álgebra es un conjunto A dotado de una estructura de K-espacio vectorial (K-módulo si K es un anillo) y de una segunda operación binaria, usualmente representada con notación multiplicativa. Cuando esta operación es conmutativa se llama K-álgebra conmutativa. Por ejemplo, C y H son R-álgebras asociativas y unitarias; la primera es conmutativa y la segunda no. Otro ejemplo de gran importancia es el conjunto de los polinomios en una variable con coeficientes en K, K[X], que con las operaciones habituales de suma y producto de polinomios y de producto por escalares es una K-álgebra asociativa, conmutativa y unitaria.

Hay, sin embargo, un caso especial en el que el adjetivo conmutativo no tiene exactamente el mismo significado que en los casos anteriores:
- Una K-álgebra de Lie es una K-álgebra cuyo producto, usualmente denotado por (x,y) {\displaystyle \mapsto } [x,y], satisface las propiedades de ser alternado ([x,x] = 0 para todo x) y la identidad de Jacobi. Se dice que es una K-álgebra de Lie conmutativa cuando el producto de dos elementos cualesquiera es nulo: [x,y]=0.[6]

El adjetivo conmutativo aparece también en el nombre de una rama del álgebra: el álgebra conmutativa, que estudia los anillos conmutativos y sus módulos.

## Historia

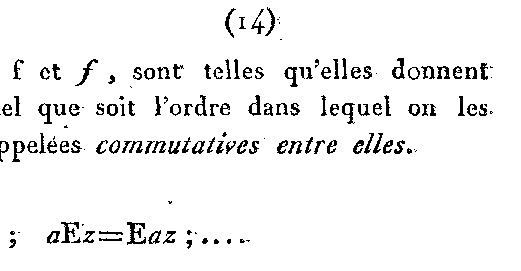
El primer uso conocido del término «conmutativo» fue en un artículo de servos en francés, en 1814.

Los primeros usos implícitos de la propiedad conmutativa se remontan a la Antigüedad. Los egipcios utilizaban la propiedad conmutativa de la multiplicación para simplificar el cálculo de productos.
En la Antigua Grecia, Euclides asumió la propiedad conmutativa de la multiplicación en su obra Elementos.
Los usos formales de la propiedad conmutativa aparecieron a finales del siglo XVIII y los inicios del XIX, cuando los matemáticos empezaron a trabajar en el campo de la teoría de funciones.
La primera utilización documentada del adjetivo conmutativo fue en un artículo de François Servois de 1814 los Annales de Gergonne,
donde aparece la expresión en francés conmutativas entre ellas para describir, en la terminología actual, el hecho de que dos funciones conmutan.
En 1841 Duncan Farquharson Gregory usó la expresión en inglés commutative law en su libro Examples of the processes of the differential and integral calculus para referirse a la posibilidad de conmutar dos operaciones. Este uso fue recogido poco después, en 1844, por George Boole en un artículo en Philosophical Transactions.

## Otros usos y ejemplos de conmutatividad

### Lógica proposicional
La propiedad conmutativa también es aplicable a algunas operaciones de la lógica proposicional. En lógica proposicional, la conmutación se encuentra en algunas reglas de sustitución:
{\displaystyle (P\lor Q)\Leftrightarrow (Q\lor P)}
y
{\displaystyle (P\land Q)\Leftrightarrow (Q\land P)},
donde "{\displaystyle \Leftrightarrow }" es un símbolo metalógico que significa «en una demostración formal, se puede sustituir con...».

## Conectivos de funciones de verdad
La conmutatividad es una propiedad de algunas conectivas lógicas de la lógica proposicional, que se expresa con equivalencias lógicas:
Conmutatividad de la conjunción
{\displaystyle (P\land Q)\leftrightarrow (Q\land P)}
Conmutatividad de la disyunción
{\displaystyle (P\lor Q)\leftrightarrow (Q\lor P)}
Conmutatividad de la implicación (también llamada ley de la permutación)
{\displaystyle (P\to (Q\to R))\leftrightarrow (Q\to (P\to R))}
Conmutatividad de la equivalencia (también llamada ley conmutativa completa de la equivalencia)
{\displaystyle (P\leftrightarrow Q)\leftrightarrow (Q\leftrightarrow P)}

### Teoría de conjuntos
La unión y la intersección de conjuntos son operaciones conmutativas. Aunque estas operaciones se pueden efectuar con familias arbitrarias de conjuntos, cuando se trata de dos conjuntos estas propiedades se expresan
{\displaystyle A\cup B=B\cup A,\quad A\cap B=B\cap A}.
La suma y el producto de cardinales son operaciones conmutativas.
Si {\displaystyle {\mathfrak {a}}} i {\displaystyle {\mathfrak {b}}} son dos cardinales, entonces
{\displaystyle {\mathfrak {a}}+{\mathfrak {b}}={\mathfrak {b}}+{\mathfrak {a}},\quad {\mathfrak {a}}{\mathfrak {b}}={\mathfrak {b}}{\mathfrak {a}}}.
Esto implica en particular que la suma y el producto de números naturales (es decir, los cardinales de los conjuntos finitos) son conmutativas. La conmutatividad de la suma es consecuencia de la de la unión de conjuntos. La conmutatividad del producto es consecuencia de que un producto cartesiano de conjuntos tiene el mismo número de elementos independientemente de cómo se realice este producto.
En contraste con los cardinales, en general la suma y el producto de ordinales transfinitos no son conmutativas. Por ejemplo, si ω es el ordinal de N, 1 + ω ≠ ω + 1.

## Otras operaciones algebraicas
Además de la adición y multiplicación de números, hay otras operaciones análogas que son conmutativas.
Entre ellas destaca la adición de vectores en un espacio vectorial cualquiera, como por ejemplo el espacio euclidiano Rn, l'espai Mm,n(R) de las matrices m×n con coeficientes reales, o el espacio de las funciones reales {\displaystyle {\mathcal {F}}}(E,R) definidas en un conjunto cualquiera E.
También se dice que el producto escalar de vectores en un espacio euclidiano es conmutativo, aunque, al no tratarse de una operación interna, sería más apropiado decir que es simétrico.

### Vida cotidiana
En la vida cotidiana se pueden encontrar numerosos ejemplos de operaciones conmutativas, como por ejemplo la acción de ponerse los calcetines: no importa qué calcetín se ponga primero, de cualquiera de las dos maneras el resultado final (tener los dos calcetines puestos) es el mismo. Un ejemplo que utiliza la conmutatividad de la adición se observa cuando se paga un producto o servicio con monedas: independientemente del orden en que se den en el cajero, el total acumulado siempre es el mismo.

## Ejemplos de operaciones no conmutativas

### Teoría de conjuntos
La composición de funciones no es una operación conmutativa. Por ejemplo, consideremos las funciones f,g: R → R definidas por f(x)=x+1, g(x)=x2. Entonces
{\displaystyle (g\circ f)(x)=x^{2}+2x+1}   que es diferente de   {\displaystyle (f\circ g)(x)=x^{2}+1}.
Un caso particular interesante es el de las biyecciones de un conjunto en sí mismo, es decir, las permutaciones, que forman un grupo dicho grupo simétrico. Este no es conmutativo cuando el conjunto tiene 3 o más elementos.

### Operaciones anticonmutativas
Un álgebra es anticonmutativa si y sólo si x*y = -(y*x) para todo x, y, donde * representa a un operador matemático binario.
Entre los ejemplo de operadores anticonmutativos se encuentran:
- La resta.
- El producto vectorial.
- Las álgebras de Lie.

### Otras operaciones algebraicas
En cuanto a operaciones no conmutativas en matemática, y aparte de la sustracción y división ya mencionadas, algunas operaciones binarias no conmutativas son las siguientes:
La potenciación no es conmutativa, ya que, por ejemplo, 23 = 8 es diferente de 32 = 9.
La multiplicación de matrices no es conmutativa; por ejemplo,
{\displaystyle {\begin{bmatrix}0&0\\1&0\end{bmatrix}}{\begin{bmatrix}0&1\\0&0\end{bmatrix}}={\begin{bmatrix}0&0\\0&1\end{bmatrix}}}, que es diferente de {\displaystyle {\begin{bmatrix}0&1\\0&0\end{bmatrix}}{\begin{bmatrix}0&0\\1&0\end{bmatrix}}={\begin{bmatrix}1&0\\0&0\end{bmatrix}}}.
Más generalmente, si n≥2, el anillo de las matrices cuadradas Mn(R) no es conmutativo, y su centro está formado por las matrices escalares, es decir, las matrices múltiples de la identidad.

### Vida cotidiana
En la vida del día a día se pueden encontrar multitud de ejemplos de operaciones no conmutativas.
Un ejemplo sencillo podría ser el de lavar y planchar la ropa: las acciones de lavar y planchar (en este orden) producen un resultado diferente que planchar y luego lavar.
Otro ejemplo es la concatenación de textos, es decir, la acción de juntar cadenas de caracteres. No es lo mismo escribir LA y luego CA (LACA) que escribir primero CA y luego LA (CALA).
Finalmente, un último ejemplo: los movimientos del cubo de Rubik no conmutan (de hecho, todos ellos forman un grupo no conmutativo).

## Conmutador
El conmutador da una indicación de la medida en que una cierta operación binaria no consigue ser conmutativa. Para poder definirlo, hay una cierta estructura adicional, ya sea que la operación es la de un grupo, o bien que sea la multiplicación en un anillo o álgebra.

### En un grupo
En un grupo, el conmutador de dos elementos x e y es el elemento:
{\displaystyle [x,y]=x^{-1}y^{-1}xy}
(También se puede definir con otro convenio, invirtiendo las segundas x e y en lugar de las primeras.)
Está claro que [x,y] = e (elemento neutro del grupo) si x e y conmutan. Un grupo es conmutativo sii todos los conmutadores son el elemento neutro.
El conjunto de los conmutadores de un grupo G no es por lo general un subgrupo, pero genera un subgrupo normal llamado subgrupo de los conmutadores o subgrupo derivado. El cociente G / D de G por su subgrupo derivado es un grupo conmutativo llamado grupo abelianitzat de G; es el más grande de los cocientes conmutativos de G.

### En un anillo o un álgebra
En un anillo o, más generalmente, en un álgebra, el conmutador de dos elementos x e y es el elemento
[x,y] = xy − yx.
De nuevo, está claro que [x, y] = 0 sii x e y  conmutan. Un anillo o álgebra son conmutativos si todos los conmutadores son nulos.
Si A es una K-álgebra asociativa, entonces el producto (x,y) {\displaystyle \mapsto } [x,y] definido por el conmutador es alternado y satisface la identidad de Jacobi, de modo A es también una K-álgebra de Lie. El álgebra asociativa A es conmutativa si su álgebra de Lie asociada también lo es.

## Propiedades relacionadas

### Asociatividad
La propiedad asociativa está muy relacionada con la conmutativa. La propiedad asociativa de una expresión que contiene dos o más ocurrencias del mismo operador postula que el orden que se lleven a cabo las operaciones no afecta al resultado final, siempre que el orden de los términos no cambie. Por el contrario, la propiedad conmutativa dice que el orden de los términos no afecta al resultado final.
La mayoría de operaciones conmutativas que se encuentran en la práctica también son asociativas. Sin embargo, la conmutatividad no implica la asociatividad. Un contraejemplo sencillo es el siguiente:
{\displaystyle m(x,y)={\frac {x+y}{2}}\,.}
Esta operación es claramente conmutativa (el intercambio entre x e y no afecta el resultado final porque se trata de una suma) pero no es asociativa, ya que, por ejemplo, m(1,m(2,3)) = 7/4, pero m(m(1,2),3) = 9/4. Al no ser asociativa no se puede aplicar el teorema de conmutatividad, como se ve por ejemplo en que
m(1,m(2,3)) ≠ m(2,m(1,3)).
Existe una relación interesante entre asociatividad y conmutatividad. Consideremos un conjunto M dotado de una operación que representaremos multiplicativamente. Consideremos, para cada a de M, las correspondientes traslaciones por la izquierda y la derecha:
La: M → M, La(x) = ax,
Ra: M → M, Ra(x) = xa.
La asociatividad de la operación significa que (xy)z = x(yz) para cualquier x,y,z. Pero esta expresión se puede escribir
Rz {\displaystyle \circ } Lx (y) =
Lx {\displaystyle \circ } Rz (y),
por lo que la operación es asociativa si toda traslación por la izquierda conmuta con toda traslación por la derecha.

### Simetría

Gráfico que muestra la simetría de la función suma.

Algunas formas de simetría se pueden relacionar directamente con la conmutatividad. Cuando un operador conmutativo escribe como una función binaria entonces la función resultante es simétrica a lo largo de la línea y = x. Por ejemplo, si la función f representa la suma (una operación conmutativa) de tal manera que f(x,y) = x + y, entonces f es una función simétrica (véase la imagen de la derecha, donde se observa la simetría respecto a la diagonal).
En cuanto a relaciones entre dos variables, hay una estrecha conexión entre conmutatividad y la relación simétrica. Afirmar que una relación R es simétrica significa que {\displaystyle x\,R\,y\Leftrightarrow y\,R\,x}.

## Operadores que no conmutan en mecánica cuántica
En mecánica cuántica, tal como la formuló Schrödinger, las magnitudes observables físicas se corresponden con un cierto tipo de operadores lineales, los operadores autoadjuntos en un espacio de Hilbert apropiado. Por ejemplo, en un movimiento unidimensional la posición x y la cantidad de movimiento p de una partícula están representadas respectivamente por los operadores {\displaystyle {\hat {x}}} y {\displaystyle {\hat {p}}}. Cuando el estado del sistema se representa mediante una función de onda ψ(x) de L2(R), entonces estos operadores interpretan como {\displaystyle {\hat {x}}\psi =x\,\psi (x)} (multiplicar por x) y {\displaystyle {\hat {p}}=-\mathrm {i} \hbar \,\mathrm {d} /\mathrm {d} x} (donde ħ es la constante de Planck reducida). Estos dos operadores no conmutan, tal como se puede comprobar considerando el resultado de componerlos actuando sobre ψ(x) (omitimos el factor constante -iħ):
{\displaystyle x\left({d \over dx}\psi \right)=x\psi '}  diferente de  {\displaystyle {d \over dx}(x\psi (x))=\psi +x\psi '}
Esta no conmutación también se puede expresar calculando su conmutador:
{\displaystyle [{\hat {x}},{\hat {p}}]=\mathrm {i} \hbar \,\mathrm {Id} \,.}
Según el principio de incertidumbre de Heisenberg, si los operadores que representan dos magnitudes observables no conmutan, entonces estas no se pueden medir de forma precisa y simultánea. Así pues la posición y la cantidad de movimiento (en una dirección dada) no se pueden determinar simultáneamente. De manera más precisa, esta incertidumbre mínima viene cuantificada precisamente por el valor esperado del conmutador de los dos operadores, y en el caso que nos ocupa esto significa que las desviaciones estándares de la posición y el momento satisfacen la desigualdad σxσp